# Kim Newman

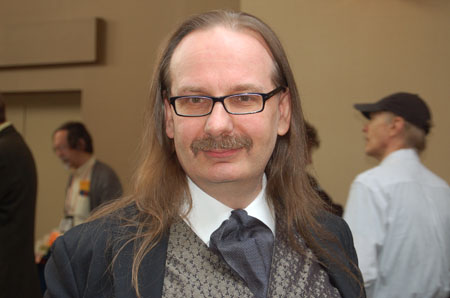
Kim Newman în 2007 la World Fantasy Convention, Saratoga, NY

Kim Newman (n. 31 iulie 1959) este un jurnalist englez, critic de film și scriitor de ficțiune. Este interesat de istoria filmului și de literatura de groază, în mare parte datorită vizionării la vârsta de unsprezece ani a filmului Dracula din 1931 regizat de Tod Browning. A câștigat premiul Bram Stoker, International Guild Award Horror și premiul BSFA.
Primul său roman publicat a fost The Night Mayor (1989), a cărui acțiune are loc într-o realitate virtuală inspirată din filmele vechi alb-negru cu detectivi.

### Romane
- The Night Mayor (1989)
- Bad Dreams (1990)
- Jago (1991)
- The Quorum (1994)
- Back in the USSA (1997) (cu Eugene Byrne)
- Life's Lottery (1999)
- Seria Anno Dracula
  - Anno Dracula (1992)
  - The Bloody Red Baron (1995)
  - Dracula Cha Cha Cha (altă denumire Judgment of Tears) (1998)
  - Johnny Alucard (în pregătire)
- Time and Relative (2001)

Ca "Jack Yeovil"
- În universul Warhammer
  - Drachenfels
  - Beasts in Velvet
  - Genevieve Undead (trei romane publicate într-o carte)
  - Silver Nails (povestiri)
  - The Vampire Genevieve (rescriere a patru cărți anterioare)
- În universul Dark Future
  - Krokodil Tears
  - Demon Download
  - Route 666
  - Comeback Tour
- Orgy of the Blood Parasites